# Bisbat de Butare
L'Bisbat de Butare  (francès: Diocèse de Butare; llatí: Dioecesis Butarensis) és un bisbat de l'Església catòlica pertanyent a Ruanda, sufragani de l'arquebisbat de Kigali. En 2012 comptava 538.000 batejats sobre 985.000 habitants. El bisbe és Philippe Rukamba.

## Territori
La diòcesi comprèn els districtes de Gisagara, Huye i Nyanza de la nova província del Sud de Ruanda.
La seu episcopal es troba a Butare, on s'hi troba la catedral de Notre-Dame de la Sagesse.
El territori s'estén sobre 1.958 km² i es divideix en 25 parròquies.

## Història
La diòcesi d'Astrida fou erigida l'11 de setembre de 1961 amb la butlla Gaudet sancta del papa Joan XXIII, arrabassant-li el territori a l'arxidiòcesi de Kabgayi (avui diòcesi).
El 12 de novembre de 1963 va canviar el nom pel de bisbat de Butare.
El 30 de març de 1992 ha cedit una porció del seu territori per l'erecció del nou bisbat de Gikongoro.

## Llista de bisbes
- Jean-Baptiste Gahamanyi † (11 de setembre de 1961 - 2 de gener de 1997 retirat)
- Philippe Rukamba, des del 2 de gener 1997

## Estadístiques
A finals del 2012, la diòcesi tenia 538.000 batejats sobre una població de 938.000 persones, equivalent al 54,6 % del total.
| any  | població | població  | població | sacerdots | sacerdots       | sacerdots       | sacerdots             | diàques | religiosos | religiosos | parroquies |
| ---- | -------- | --------- | -------- | --------- | --------------- | --------------- | --------------------- | ------- | ---------- | ---------- | ---------- |
| any  | batejats | total     | %        | total     | clergat secular | clergat regular | batejats por sacerdot | diàques | homes      | dones      |            |
| 1969 | 356.418  | 857.000   | 41,6     | 105       | 48              | 57              | 3.394                 |         | 137        | 273        | 22         |
| 1980 | 497.696  | 1.092.000 | 45,6     | 116       | 62              | 54              | 4.290                 |         | 125        | 261        | 22         |
| 1990 | 675.506  | 1.374.445 | 49,1     | 113       | 71              | 42              | 5.977                 |         | 147        | 354        | 24         |
| 1999 | 402.024  | 631.669   | 63,6     | 101       | 45              | 56              | 3.980                 |         | 96         | 352        | 20         |
| 2000 | 399.747  | 640.609   | 62,4     | 76        | 57              | 19              | 5.259                 |         | 94         | 359        | 20         |
| 2001 | 422.697  | 673.446   | 62,8     | 104       | 85              | 19              | 4.064                 |         | 63         | 363        | 20         |
| 2002 | 441.308  | 715.979   | 61,6     | 104       | 82              | 22              | 4.243                 |         | 77         | 352        | 20         |
| 2003 | 466.401  | 747.659   | 62,4     | 108       | 85              | 23              | 4.318                 |         | 76         | 386        | 20         |
| 2004 | 477.100  | 825.032   | 57,8     | 110       | 88              | 22              | 4.337                 |         | 83         | 395        | 21         |
| 2006 | 474.045  | 848.857   | 55,8     | 125       | 104             | 21              | 3.792                 | 2       | 95         | 408        | 23         |
| 2012 | 538.000  | 985.000   | 54,6     | 122       | 93              | 29              | 4.409                 |         | 121        | 479        | 25         |